# Гуанчжоу Сунжи
«Гуанчжоу Сунжи» (кит. упр. 广州松日足球俱乐部) — бывший китайский футбольный клуб из провинции Гуандун, город Шаогуань. Функционировал с 1996 по 2000 год.

## История
Клуб был основан в 1996 году, в тот же год занял второе место во втором дивизионе, получил повышение в классе и смог выступать в Лиге Цзя-А. Однако в следующем сезоне вновь вылетел в первую лигу. Через год под руководством главного тренера Сюй Гэньбао и главной «звезды» Гао Хунбо клуб вновь завоевал право выступать в элите, однако в сезоне вновь выступил неудачно и покинул Лигу Цзя-А. В 2000 году по финансовым причинам клуб был лишен места во втором дивизионе, а затем расформирован.

## Результаты
За всё время выступлений
| Сезон    | 1995 | 1996 | 1997 | 1998 | 1999 | 2000 |
| -------- | ---- | ---- | ---- | ---- | ---- | ---- |
| Дивизион | 2    | 1    | 2    | 1    | 1    | 2    |
| Место    | 2    | 12   | 4    | 4    | 13   | 12   |

## Бывшие тренеры
- Лю Кан (1995, 1999)
- Эдсон Тавареш (1998)
- Гу Гуанмин (1995—1998)
- Сюй Гэньбао (1997)
- Чэнь Сижун (1998)
- Гао Хунбо (1999)